# Liste des évêques de Grosseto
La liste des évêques de Grosseto recense les noms des évêques qui se sont succédé sur le siège épiscopal toscan de Roselle (Grosseto) (ou Rusellae en latin), fondé au Ve siècle puis de Grosseto à partir de 1138 lorsque le siège du diocèse est transféré par le pape Innocent II dans cette ville et que le diocèse prend le nom de diocèse de Grosseto. 

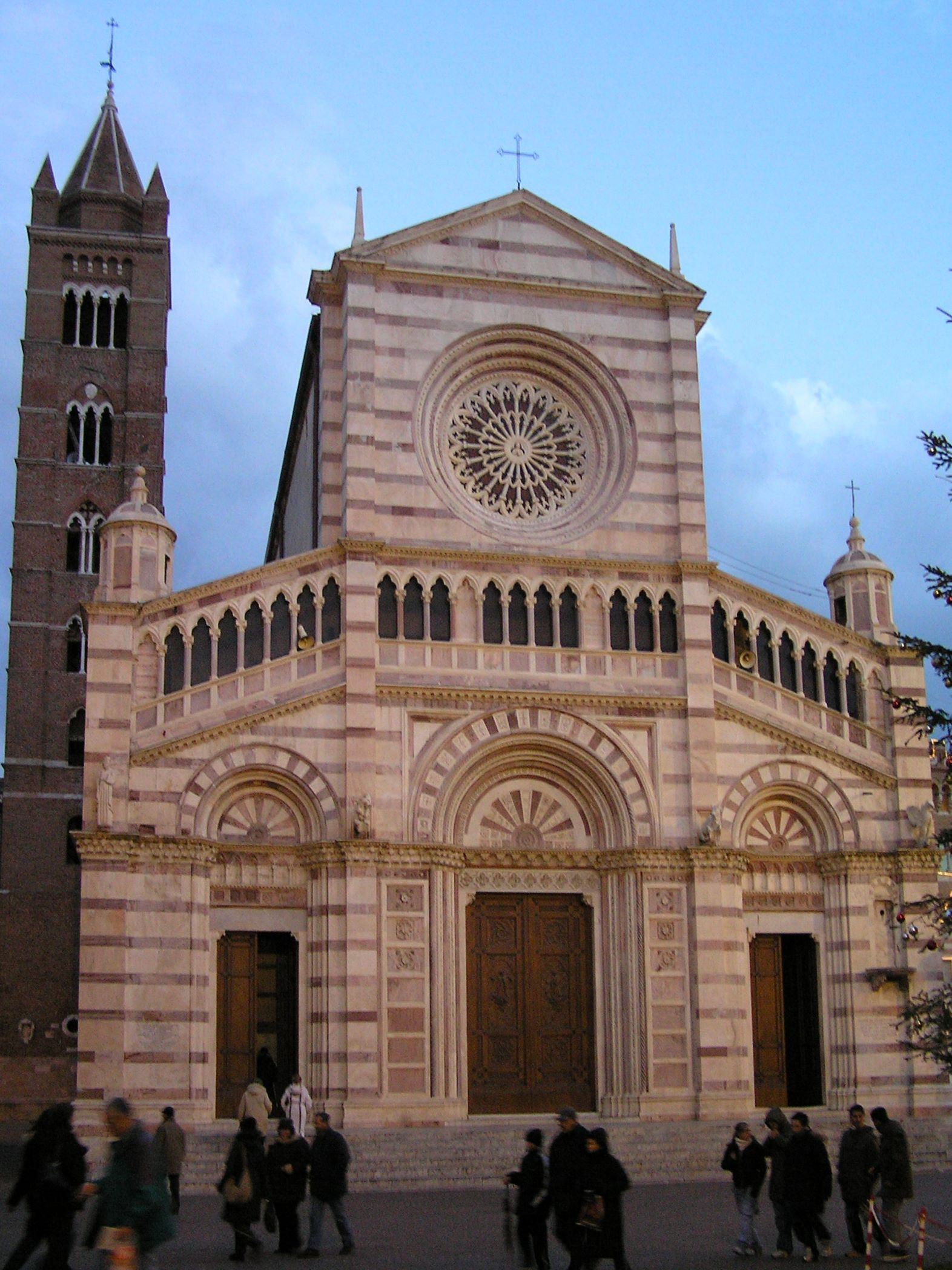
Cathédrale de Grosseto

## Évêques

### Évêques de Roselle
- Vitelliano † (499)
- Balbino † (vers 591)
- Teodoro † (649)
- Valeriano † (680)
- Gaudioso (715)
- Rauperto † (826)
- Ottone Ier † (850-861)
- Radaldo † (967)
- Ottone II ? † (vers 1000)
- Ranieri † (1015)
- Crescenzio † (1036)
- Gerardo † (1050-1060)
- Dodone † (1060-1079)
- Baulfo ou Ballolfo ? † (vers 1090)
- Ildebrando † (1101-1108)
- Berardo † (1118)
- Rolando † (1133-1138)

### Évêques de Grosseto
- Rolando (1138-1160)
- Martino † (1174 - 1179)
- Gualfredo † (1187 - 1189)
- Azzo † (1210 - ?)
- Ermanno † (vers 1212 -1216)
- Pepo † (1216 - ?)
- Azio Ier † (1240 - ?)
- Ugo di Ugurgeri † (1262 - ?)
- Azio II † (1265 - 1277)
- Bartolomeo da Amelia, O.F.M. † (1278 - ?)
- Offreduccio † (1291 - vers 1295)
- Giovanni Ier † (1296-1305)
- Restauro, O.F.M. † (1306-1328)
- Filippo Benciviene, O.P. † (1328-1330)
- Angelo da Porta Sole, O.P. † (1330-1334)
- Angelo Cerretani † (1334-1349)
- Benedetto Cerretani † (1349-1383)
- Giacomo Tolomei, O.F.M.Conv. † (1384 - 1390)
- Angelo Malavolti † (1390 - ?)
- Giovanni II † (1400 - 1400)
- Antonio Malavolti † (1400 - 1406)
- Francesco Bellanti † (1407 - 1417)
- Giovanni Pecci † (1417-1426)
- Antonio Casini † (1427-1439)
- Giuliano Cesarini † (1439 - 1444) (administrateur apostolique)
- Memmo Agazzari † (1445-1452)
- Giovanni Agazzari † (1452-1468)
- Giovanni Pannocchieschi d'Elci (1471-1488)
- Andreoccio Ghinucci † (1489-1497)
- Raffaello Petrucci † (1497-1522)
- Ferdinando Ponzetti † (1522-1527)
- Wolfgang Goler † (1527-1527)
- Marco Antonio Campeggi † (1528-1553)
- Fabio Mignanelli † (1553-1553)
- Giacomo Mignanelli † (1553-1576)
- Claudio Borghese † (1576-1590)
- Clemente Polito † (1591-1606)
- Giulio Sansedoni † (1606-1611)
- Francesco Piccolomini † (1611-1622)
- Girolamo Tantucci † (1622-1637)
- Ascanio Turamini † (1637-1647)
- Giovanni Battista Gori Pannilini † (1649-1662)
- Giovanni Pellei, O.F.M.Conv. † (1664-1664)
- Cesare Ugolini † (1665-1699)
- Sebastiano Perissi † (1700-1701)
- Giacomo Falconetti, O.P. † (1703-1710)
- Bernardino Pecci † (1710-1736)
- Antonio Maria Franci † (1737-1790)
- Fabrizio Selvi † (1793-1837)
- Giovanni Domenico Francesco Mensini † (1837-1858)
- Sede vacante (1858-1867)
- Anselmo Fauli, † O. Carm. † (1867-1876)
- Giovanni Battista Bagalà Blasini † (1876-1884)
- Bernardino Caldajoli † (1884-1907)
- Ulisse Carlo Bascherini † (1907-1920)
- Gustavo Matteoni † (1920-1932)
- Paolo Galeazzi † (1932-1971)
- Primo Gasbarri † (1971-1979)
- Adelmo Tacconi † (1979-1991)
- Angelo Scola (1991-1995)
- Giacomo Babini † (1996-2001)
- Franco Agostinelli (2001-2012) (transféré à Prato)
- Rodolfo Cetoloni, O.F.M, (2013-2021)
- Giovanni Roncari, O.F.M. Cap., (2021-2024)
- Bernardino Giordano (2024-)